# Friedrich Oberschelp
Friedrich Oberschelp (* 13. Mai 1895 in Brackwede; † 20. September 1986 in Bielefeld) war ein deutscher Dirigent, Chorleiter und Lehrer.

## Leben und Wirken
Oberschelp war 1932 Gründer und bis in die 1960er-Jahre langjähriger Chorleiter des Bielefelder Kinderchores. Unter seiner Leitung wurde der Chor überregional bekannt und konzertierte regelmäßig außerhalb Deutschlands. Nachfolger wurde sein Sohn Jürgen Oberschelp, der den Chor bis in die jüngere Vergangenheit leitete.
Oberschelp trat am 1. Mai 1933 als sogenannter Märzgefallener der NSDAP bei, bekleidete jedoch kein Parteiamt. Nach Oberschelps Angaben erfolgte dieser Schritt, um den Kinderchor vor dem Einfluss der Hitlerjugend zu schützen. Nichtsdestotrotz musste Oberschelp ab einem gewissen Zeitpunkt sein Dirigat in HJ-Uniform bestreiten. Nach 1945 wurde er entnazifiziert und in Kategorie V („entlastet“) eingeordnet. Nach dem Krieg wurde der Lehrer Oberschelp neben seiner Tätigkeit als Chorleiter Schuldirektor der Kuhlo-Realschule in Bielefeld.

## Diskografie (Auswahl)
- Das Weihnachtskonzert des Bielefelder Kinderchores. BMG Ariola, München [u. a.] [2003]
- Der fröhliche Wanderer. EMI-Electrola, Köln [1992]
- Ihr Kinderlein kommet. Phonogram / Polygram-Musik-Vertrieb, Hamburg [1989]
- Stille Nacht, heilige Nacht. EMI-Electrola, Köln [1989]
- Dreimal drei ist neune. Bertelsmann, Gütersloh [1987]
- Das grosse Jubiläumskonzert. Ariola-Eurodisc, Gütersloh / München (P) 1982

## Werke
- mit Kaspar Roeseling: Dürrsches Liederbuch. Dürrsche Buchhandlung, Bonn (o. J.)